# Tempo (tạp chí Indonesia)
Tempo là một tạp chí hàng tuần của Indonesia tường thuật tin tức và chính trị. Tạp chí được thành lập bởi Goenawan Mohamad và Yusril Djalinus và ấn bản đầu tiên được xuất bản vào ngày 6 tháng 3 năm 1971.